# Manuel Oltra
Oltra  Ferrer est un nom espagnol. Le premier nom de famille, en général paternel, est Oltra ; le second, en général maternel, souvent omis, est Ferrer.
Manuel Oltra i Ferrer, né le 8 février 1922 à Valence et mort le 25 septembre 2015 à Barcelone, est un pianiste, chef d’orchestre, compositeur et pédagogue espagnol.

## Biographie
Il grandit à Barcelone et commence ses études de musique à l’âge de quatorze ans. En dépit des difficultés de la guerre civile, il continue à se perfectionner, puis en 1943 doit servir dans l’armée.
De 1944 à 1947, il enseigne au Conservatoire hispano-marocain de Tetuán à Madrid et à l'Institut de Joan Llongueres, puis retourne à Barcelone où il exerce l'activité de pianiste, chef d’orchestre et compositeur.
En 1957, il s’inscrit au Conservatoire municipal de musique de Barcelone et devient professeur assistant, En 1969, il est nommé professeur et enseigne le contrepoint et l’harmonie; quatre ans plus tard, il devient directeur adjoint du conservatoire et le reste jusqu’en 1987,.
Manuel Oltra meurt à Barcelone le 25 septembre 2015 à l’âge de 93 ans,.

### Œuvres
Ses compositions sont variées et comprennent des œuvres pour orchestres, orchestres de chambre et chorales, on lui doit également la transcription de musiques traditionnelles de berceuses et danses sardanes pour orchestre Cobla,.

### Distinctions
Le prix national de la musique est accordé à Manuel Oltra par la Généralité de Catalogne en 1994 et la croix de Saint-Georges en 2010,,.